# Przymoście
Przymoście (do 1945 niem. Ahrens Insel t. Genossenschaftinsel) – wyspa w Szczecinie na Międzyodrzu, położona w nurcie Odry Zachodniej.

## Charakterystyka
Niewielka podłużna wysepka zlokalizowana jest naprzeciwko szczecińskiego dworca głównego. Do 1945 roku na wyspie znajdowała się siedziba Zarządu Pomorsko-Szczecińskiego Związku Spółdzielni Rolniczych.
W czasie II wojny światowej zabudowa wyspy została zniszczona, po odgruzowaniu z czasem stała się siedzibą Ośrodka Sportów Wodnych KS "Czarni" należącego obecnie do AZS Szczecin. W miejscu dawnego Mostu Dworcowego połączona jest kładką z Kępą Parnicką.